# Neuenhausen (Grevenbroich)
Neuenhausen ist ein Ortsteil der Stadt Grevenbroich im Rhein-Kreis Neuss in Nordrhein-Westfalen.

## Daten
- Kfz-Kennzeichen: GV, ab 1. Juli 1956 – auslaufend Landkreis, ab 1970 Kreis Grevenbroich. NE, seit 1. Januar 1975.
- Kennung im Geschichtlichen Ortsverzeichnis (GOV): NEUSENJO31HB

## Geografie
Neuenhausen befindet sich am linken Niederrhein. Der Stadtteil selbst liegt im Städtedreieck Düsseldorf – Köln – Mönchengladbach.
Neuenhausen wird im Westen begrenzt durch die L361 (Neuenhausener Straße), im Norden durch die B 59, im Osten durch die Vollrather Höhe (187,3 m ü. NN; höchster Punkt) und im Süden durch den Welchenberg.

## Geschichte
Nach Aufzeichnungen des Landdechants und Pfarrers H. H. Giersberg gehört Neuenhausen zu den ältesten Ortschaften des Dekanates Grevenbroich. Er schätzt die Entstehungszeit des Dorfes auf das 10. Jahrhundert. Damit wäre Neuenhausen älter als Grevenbroich, wo sich erst im 11. Jahrhundert um die bereits bestehende Burg ein Dorf bildete.
Die Kirche in Neuenhausen, die 1888 durch einen Neubau ersetzt wurde, war eine der ältesten des Kreises. Erste Zeugnisse des Ortes gehen auf das Jahr 962 zurück, allerdings ist nicht sicher, ob Neuenhausen unter dem Namen „Bruoche“ tatsächlich gemeint war. Dass die alte Kirche um 1300 im „liber valoris“ bereits als Pfarrkirche erscheint, lässt jedoch auf ein längeres Bestehen des Ortes schließen. Das adelige Cäcilienstift in Köln war Grundherr des Dorfes. Bis zur Säkularisation übte die Äbtissin auch das Patronatsrecht dort aus. Schon 1288 kommt ein Advocatus Gottfried in Neuenhausen vor.
Die Anfänge des Dorfes sind schwer zu durchschauen. Die erste Nachricht stammt aus dem Jahre 962; in ihr erscheint allerdings nicht der Name Neuenhausen. Am 25. September dieses Jahres überwies Erzbischof Bruno dem Kölner Stift St. Cäcilien eine Reihe von Gütern, darunter eine Hufe (lat. Mansus, eine Bauernstelle) „in villa Bruoche“ (im Dorf Broich). Eine spätere Hand hat vermutlich gegen Ende des 11. Jahrhunderts über der Zeile „et aecclesiam“ (und die Kirche) hinzugefügt. Deshalb darf man davon ausgehen, dass das hier genannte Broich – und nicht ein anderer der vielen gleichnamigen Orte – die Keimzelle von Neuenhausen war; denn die Äbtissin von St. Cäcilien war in Neuenhausen Grund- und Kirchenherrin.
Vermutlich war Broich der tiefer gelegene Ortsteil mit dem Zentrum Pötzplatz (Brunnenplatz). Dafür spricht auch die Lage der Kirche an der Nahtstelle zwischen Unter- und Oberdorf. Der Name Neuenhausen bezog sich wahrscheinlich ursprünglich nur auf das Oberdorf, weil es sich um einen typischen Rodungsnamen handelt. Dem entspricht auch die Struktur der neuen Siedlung: Sie zog sich den Villehang hinauf und war ausgesprochen kleinteilig und planmäßig angelegt, was bis heute erkennbar geblieben ist. Hier wurden also Kleinbauern angesetzt, überzählige Leute aus der Umgebung, die sich durch Rodung des Waldes eine kleine selbständige Existenz aufbauen konnten. Der Fronhof (Herrenhof, althochdt. fro = Herr; davon abgeleitet fronen, frönen sowie Fronleichnam = Leib des Herrn) der Grundherrschaft von St. Cäcilien lag oberhalb des Dorfes Neuenhausen in einer geschlossenen großen Ackerflur; hier entstanden nach 1950 große Eigenheimsiedlungen.
Die Äbtissin verfügte noch 1550 über die niedere Gerichtsbarkeit in Neuenhausen. Darüber erfahren wir aus einem Weistum (einer Rechts-Weisung) der Schöffen: Die Äbtissin wird als Grundherrin anerkannt, aber der Herzog von Jülich als Schirmherr, Vogt (Richter) und „Gewaltherr“. Er richtet über „Gewaltsachen“ bis hin zur Todesstrafe. Zu dieser Zeit waren die zu St. Cäcilien gehörenden Höfe wohl schon seit längerem nicht die einzigen im Dorfe. Es gab auch einen Hof der Kölner Johanniter – kommende St. Johannes und Cordula, und das Weistum bestimmte: Schöffen, die keine Stiftsgüter besitzen, sollen einen finanziellen Ersatz für ihre Mühen von denen erhalten, die zwar solche Güter innehaben, aber das Schöffenamt nicht übernehmen können oder wollen. In dieser Bestimmung spiegelt sich, dass das Landgericht, dem der Vogt vorsaß, aus dem Hofesgericht des Stifts entstanden war.
Bis 1930 war Neuenhausen eine eigenständige Gemeinde. Im Zuge der kommunalen Neugliederung des Düsseldorfer Regierungsbezirks wurde Neuenhausen ein Stadtteil Grevenbroichs.
Entlang der Erft haben sich schmale Terrassenleisten entwickelt, die bevorzugte Siedlungsstandorte gegenüber der früher mäandrierenden Erft und ihrer sumpfigen Niederung waren und sind. Ebenso war der Welchenberg (letzter nördlicher Ausläufer der Ville) eine bevorzugte Siedlungsstätte, von der das restaurierte Gut Welchenberg bzw. das ehemalige Kloster erhalten geblieben sind.
Im Rahmen des Landeswettbewerbs „Unser Dorf soll schöner werden“ gewann Neuenhausen 1995 eine Bronzemedaille und einen Sonderpreis. Ein Stein mit eingelassener Tafel erinnert noch heute an der Ecke Willibrordusstraße – Königslindenstraße an diese Auszeichnung.

### Bevölkerungsentwicklung
| Jahr        | 2010 | 2011 | 2012 | 2013 | 2014 | 2015 | 2016 | 2017 | 2018 | 2019 |
| ----------- | ---- | ---- | ---- | ---- | ---- | ---- | ---- | ---- | ---- | ---- |
| Bevölkerung | 2991 | 2975 | 2980 | 3044 | 3031 | 3077 | 3137 | 3144 | 3163 | 3158 |

## Kultur und Sehenswürdigkeiten

### Pfarrei und Kloster Welchenberg
Der Name Walchen, Walen oder Welsche ist vermutlich abgeleitet von dem Namen der keltischen Volcae. Der Welchenberg beherbergte ein Heiligtum, in dem vermutlich die Matronen verehrt wurden. Die Pfarrkirche Welchenberg, dem hl. Willibrord geweiht, findet erste Erwähnung im Jahre 1308 und wurde im 18. Jahrhundert durch einen Neubau ersetzt. Die Pfarrei bestand bis zum 15. Jahrhundert und wurde durch das Kloster Welchenberg abgelöst. Das Kloster wurde 1427 oder kurz zuvor errichtet. Es handelte sich um eine Niederlassung des Dritten Ordens vom hl. Franziskus (Tertiarier), gestiftet vielleicht durch Graf Wilhelm von Limburg als Herrn von Bedburg, der den Mönchen auch die Pfarrkirche Welchenberg übertrug. Das Kloster, das dem hl. Willibrord geweiht war, bestand bis zur Säkularisation 1802; in diesem Jahr verfügte es über sieben Priester und zwei Laienbrüder. Über die älteren Kirchen- und Klostergebäude ist nichts bekannt. 1696 wurde, vermutlich nach Kriegszerstörungen, ein neuer Gebäudekomplex errichtet, von dem der Konventsbau nach durchgreifender Restaurierung heute durch die Firma RWE genutzt wird; die Wirtschaftsgebäude wurden dagegen abgebrochen. Dieses Schicksal erlebte, allerdings viel früher, auch die 1750/51 neu errichtete Klosterkirche. Schon 1811 wurde sie in einem Besitzverzeichnis für Welchenberg nicht mehr aufgeführt. Der Hochaltar und zwei Beichtstühle fanden in der Kirche von Allrath eine neue Heimstatt. Ein Chorkreuz des 15. Jahrhunderts und ein großes Ölgemälde mit einer Darstellung des hl. Willibrord von 1659 kamen in die Kirche von Neuenhausen. Ein Stuckrelief von der Decke des ehemaligen Refektoriums (Speisesaal) wurde 1964 in die Pfarrkirche von Brühl-Pingsdorf transloziert.

### Willibrordus-Heilbrunnen
Am Waldrand gelegen und etwas abseits vom Wege liegt verborgen ein kleiner Brunnen, über dem ein altes Kreuz und ein Standbild der Gottesmutter Maria stehen. Ein Stück hinter dem Brunnen beginnt ein leichter Anstieg, der sich bis zum höchsten Punkt des Welchenberges zieht.

Willibrordusbrunnen am Welchenberg

Der Ursprung seines Namens ist ungeklärt. Eine Theorie besagt, dass der Name von einem heidnischen Gott namens Walchus abgeleitet wurde. Die Ableitung von „mons walchi“ bis hin zum Welchenberg ist jedoch vage. Eine andere Vermutung ist, dass der Name von den Kelten stammt, die beim Anblick des Berges „Welch ein Berg!“ riefen.
Der kleine Brunnen erhielt seinen Namen vom heiligen Willibrord (658–739). Dieser war ein englischer Missionar und kam auf seinem Weg von der Maas zum Rhein am Welchenberg vorbei und versuchte, auch dort den christlichen Glauben zu verbreiten. Aus diesem Grund baute er ein Kloster. Um den Menschen eine weitere Pilgerstätte zu schaffen, bohrte Willibrord um 709 n. Chr. der Sage nach mit seinem Bischofsstab in den Boden und ließ eine Quelle entspringen, der noch bis heute Heilkräfte zugesprochen werden. Kurz nach der Entstehung der Wasserstelle wurden Menschen, die vom christlichen Glauben überzeugt worden sind, dort getauft.
Neben seiner Funktion als Heil- und Taufbrunnen hat sich der Ort zu einer Pilgerstätte entwickelt. Nach dem Tod Willibrords kamen die Menschen insbesondere aus Echternach, wo er beerdigt wurde, um an dieser Stelle zu beten oder Buße zu tun.
Seit Ende des Zweiten Weltkrieges ist die Quelle wegen Grundwasserabsenkungen zur Kohleförderung durch die Rheinbraun AG versiegt.

### Haus Welchenberg

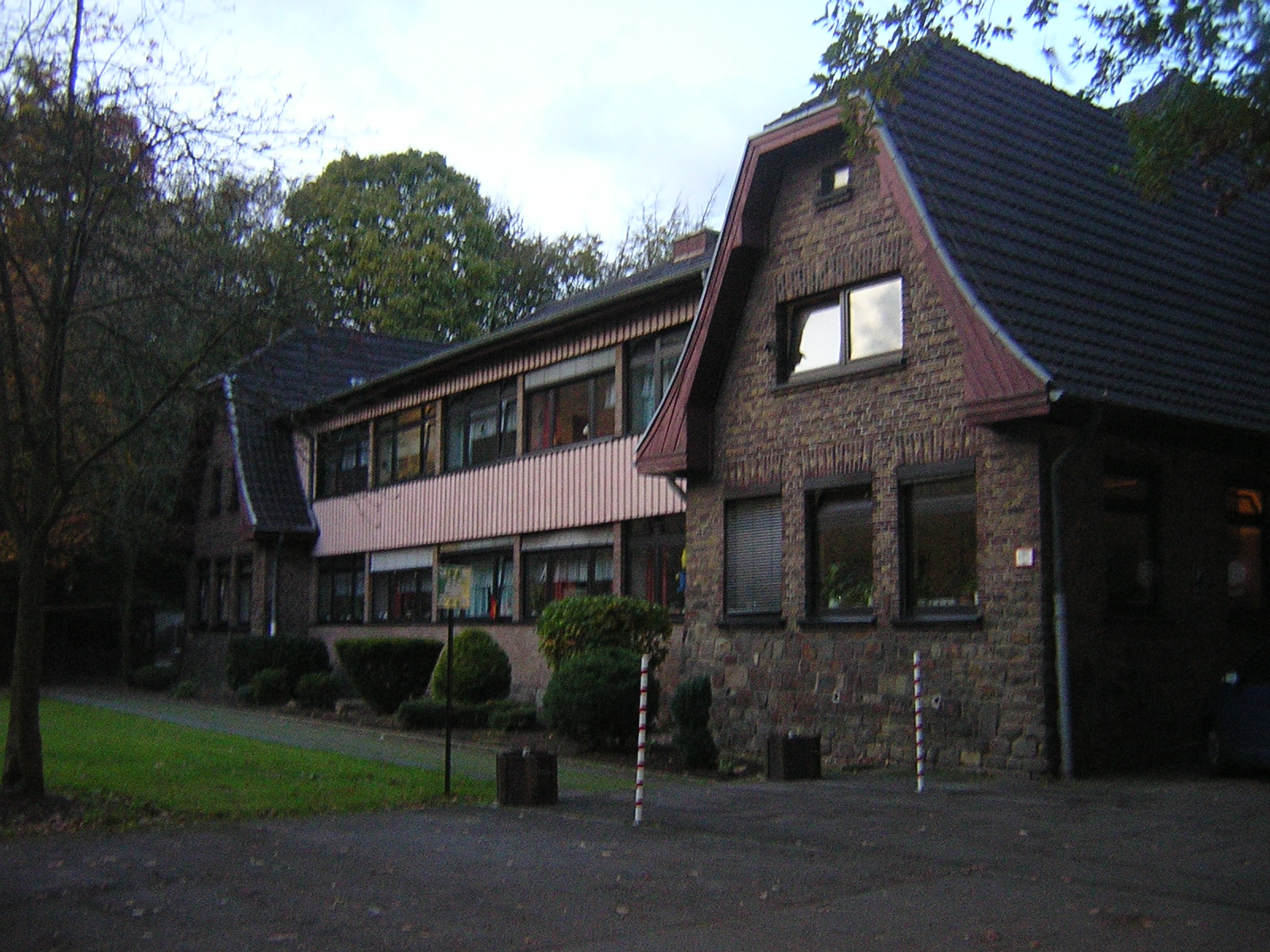
Haus Welchenberg

Erbaut wurde es 1925/26 anlässlich der Tausendjahrfeier des Rheinlandes, mit der die Zugehörigkeit dieser Region zum Deutschen Reich und zu Preußen gefeiert wurde. Vermutlich auf Initiative des damaligen Landrates Dr. Aloys Vogel errichtete man ab dem 8. September 1925 ein Kindererholungsheim für den damaligen Kreis Grevenbroich auf dem Welchenberg. Der Bau wurde zu mehr als einem Viertel durch Spendengelder in Höhe von 20.000 Reichsmark finanziert. Im Sommer 1926 wurde das neue Heim für sozial, gesundheitlich und körperlich benachteiligte Kinder eröffnet. Unter der Leitung von Franziskanerinnen aus Salzkotten konnten bis zu 70 Kinder dort sechs Wochen untergebracht werden. Das Haus war mit vielerlei Spiel-, Sport- und Therapiemöglichkeiten ausgestattet. Bereits 1927/28 wurde es durch einen Anbau um eine Jugendherberge erweitert.
Die Weltwirtschaftskrise und die daraus resultierenden politischen Veränderungen erschwerten die Finanzierung des Hauses; 1932 lebten dort nur noch 20 Waisenkinder. Nach der Machtergreifung der Nationalsozialisten wurde es im August 1933 der NSDAP zur Verfügung gestellt und eine Gauführerschule errichtet. 1939 schließlich übereignete der Kreis das Haus komplett dem Düsseldorfer Gauleiter Staatsrat Friedrich Karl Florian, um auf diese Weise den Geldforderungen der Nationalsozialisten zu entgehen. Auch während des Kriegs wurde der Gauführerschulbetrieb am Welchenberg aufrechterhalten, parallel dazu waren dort Zwangsarbeiter untergebracht. Als die Amerikaner Neuenhausen am 3. März 1945 besetzten, nahm das Haus Welchenberg als letzte Bastion der Nationalsozialisten schweren Schaden und wurde anschließend von der Bevölkerung geplündert.
Nachdem dort übergangsweise polnische Zivilarbeiter und obdachlose Familien untergekommen waren, ging das Gebäude schließlich 1949 wieder in Kreisbesitz über und wurde zum Tuberkulose-Krankenhaus unter der Leitung Kölner Cellitinnen umgebaut, welches erst mit der Errichtung des neuen Grevenbroicher Kreiskrankenhauses Mitte der 1980er-Jahre überflüssig wurde.
Seit Mitte 1991, nach einem Umbau, dient das Gebäude als soziotherapeutische Einrichtung für alkoholkranke und tablettenabhängige Menschen.

### Kultstätte Drei Linden und Gut Vollrath

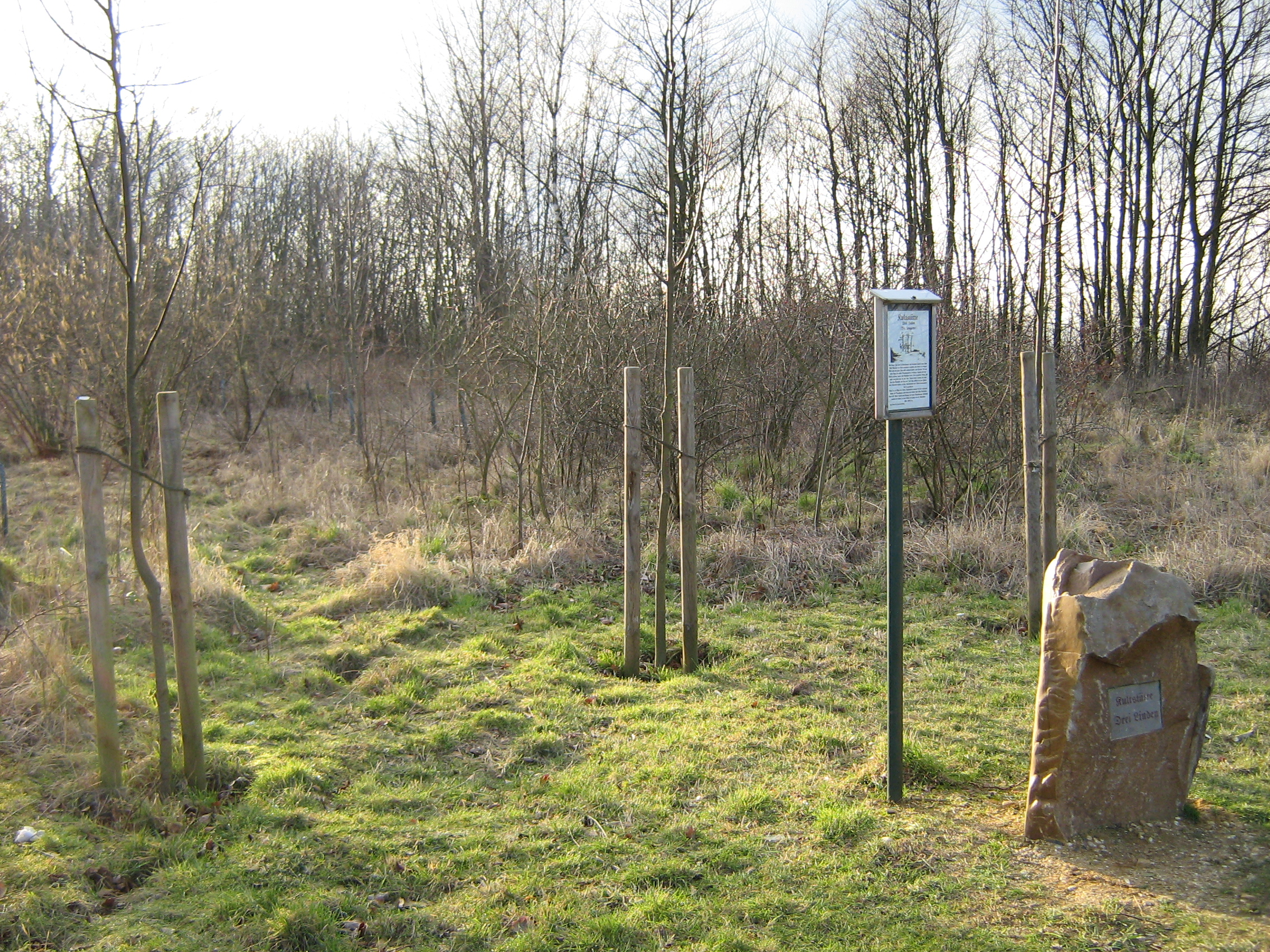
Die Kultstätte Drei Linden (Dre Lengscher) auf der Vollrather Höhe.

Wo sich heute die Vollrather Höhe erhebt, standen noch in den 1950er-Jahren etwa hundert Meter östlich des neuen Friedhofs drei mächtige Linden. Es waren sagenumwobene Bäume. Eine Gedenktafel und ein Stein erinnern noch heute an diese. Vor langer Zeit lebte in Neuenhausen eine besonders hübsche junge Frau. Viele Burschen des Ortes versuchten vergeblich, ihre Gunst zu erlangen. Bald hatte die junge Frau mehr neidische Feinde statt Freunde. Als man eines Tages die schöne Neuenhausenerin bezichtigte, Umgang mit dem Teufel zu haben, waren viele Bewohner bereit, dies zu glauben. Einige Zeit später verurteilte man sie zum Tode. Immer wieder beteuerte die junge Frau ihre Unschuld und kurz vor ihrem Tode erklärte sie, zum Zeichen ihrer Unschuld würden an ihrer Gerichtsstätte drei Linden hervorwachsen. Und so geschah es. Noch bis zur Mitte des 20. Jahrhunderts wuchsen die drei mächtigen Linden bei Neuenhausen und waren das beliebte Ziel vieler Verliebten. Etwa hundert Meter östlich vom Eingang des neuen Neuenhausener Friedhofs standen die Linden an einer Stelle, die heute von der Vollrather Höhe bedeckt ist.

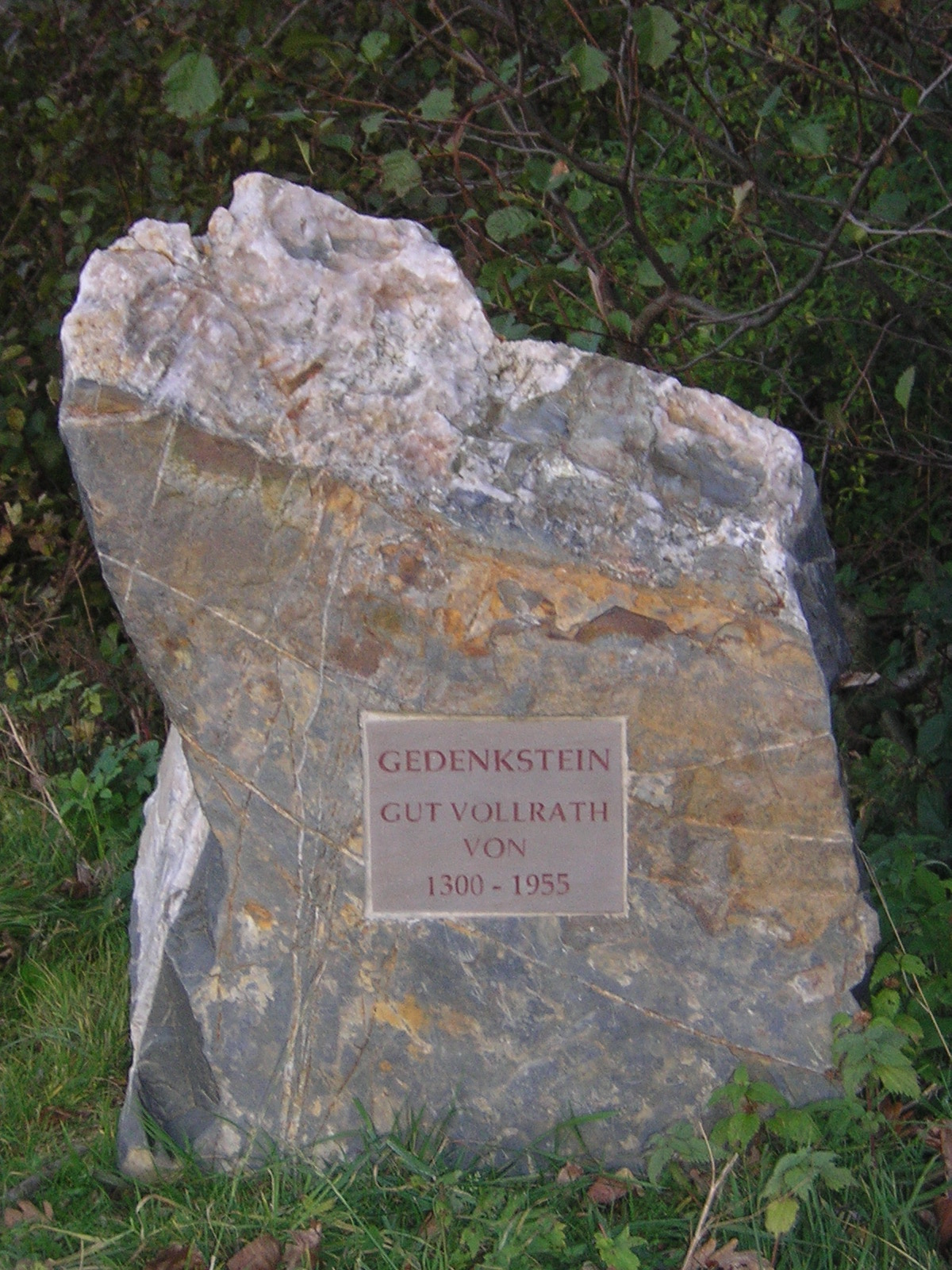
Gedenkstein „Gut Vollrath“ auf der Vollrather Höhe

Nicht weit davon entfernt stand das Gut Vollrath, ein alter Ackerhof mit etwa 265 Morgen Land. Wie die drei Linden wurde er ab Mitte des 20. Jahrhunderts mit Abraum aus der Braunkohleförderung verschüttet. Zur Erinnerung wurden im Oktober 2004 auf der Vollrather Höhe Gedenksteine errichtet, die genau an den Stellen stehen, an denen sich die drei Linden und das Gut Vollrath befanden. (Diese Gedenksteine wurden von Paul Aretz errichtet.) Das Gut Vollrath wurde erstmals in Chroniken im August des Jahres 1300 erwähnt, als Jordanus de Volderode zehn Morgen Land an den Stift St. Gereon in Köln verkaufte. 654 Jahre später wurde das Gut Vollrath am 11. August 1954 abgerissen. Die Vollrather Höhe hat das Gut Vollrath unter sich begraben und den Orten Allrath und Neuenhausen ihre direkte Verbindung genommen.

### Vogtei Neuenhausen
Eine geistliche Grundherrschaft bedurfte eines weltlichen Vogts für die Ausübung der hohen Gerichtsbarkeit. Dies konnte im 11. Jahrhundert nur ein Mitglied einer altadligen Familie sein. Alles deutet darauf hin, dass dies die Herren von Broich und in ihrer Nachfolge die Grafen von Kessel waren.
Wir kennen aus späterer Zeit zwei Namen von Neuenhauser Vögten. Der erste ist der Ritter Gottfried advocatus de Nuenhusen, der 1288 als Zeuge in einer Kesselschen Urkunde auftritt. Er wird zusammen mit dem Ritter Nicolaus de Bruke genannt, den wir auch als Vogt von Gohr kennen. Beide waren offensichtlich Kesselsche Ministerialen, und sie amtierten als Untervögte.
Fia von Ederen verkaufte am 24. Mai 1371 die Neuenhausener Vogtei und all ihre Besitztümer an Herzog Wilhelm II von Jülich und dessen Gemahlin Maria von Geldern. Sie und ihr verstorbener Bruder, Propst von St. Andreas in Köln, hatten sie zur gesamten Hand mit dem Recht des freien Wiederverkaufs erworben – leider sagt die Urkunde nicht, von wem. Die Ederen waren eine altadlige Familie aus der Jülicher Gegend, und in Ederen verfügten auch die Grafen von Kessel über Besitz, so dass der oder die vorausgehenden Inhaber der Vogtei wohl der gleichen Schicht angehörten. Die Lücke zwischen 1288 und 1371 lässt sich hypothetisch dadurch schließen, dass der letzte Kessel, Walram, in seinen bekannten Geldnöten die Vogtei verkaufte, so dass sie nicht mit dem Kesselschen Erbe 1304 an Jülich fiel.

### Pfarrkirche St. Cyriakus

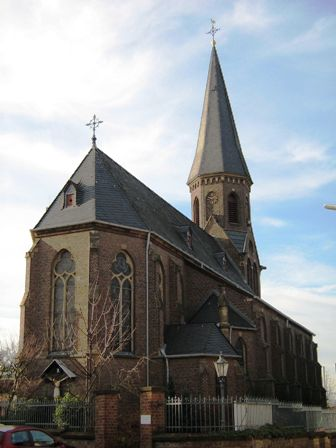
Die Pfarrkirche St. Cyriakus von der Nordost-Seite (oberhalb).

Die jetzige Pfarrkirche wurde in den 1880er Jahren errichtet und im Jahre 1888 vom damaligen Bischof feierlich konsekriert. Die Kirche ist im sogenannten neugotischen Stil errichtet, der damals beim Kirchbau fast allgemein verwendet wurde. Nachdem sich die Katholische Kirche um die Mitte des 19. Jahrhunderts immer mehr den Ideen der Aufklärung entgegensetzte, beschäftigte sie sich nun umso mehr mit der Geisteswelt des Mittelalters, wo die Menschen in einem Glauben verbunden waren. So begeisterte man sich für die Vollendung des Kölner Domes und alle halfen mit, dieses gewaltige Werk zu vollbringen. Dabei erschien der gotische Stil des Mittelalters als die ideale Form, neue Gotteshäuser zu errichten. So erwuchsen dann vor allem im Kölner Raum unzählige Kirchen im neugotischen Stil. Nach dem Zweiten Weltkrieg wurde aber starke Kritik an der Neugotik geübt; man verstand den Sinn nicht mehr und verwarf die „Schreinergotik“. Erst nachdem so manches zerstört worden war, leuchtete es wieder ein, dass viele dieser Werke von großer Schönheit und Zeichen bedeutenden künstlerischen Schaffens sind. So sagte im Jahre 1973 der Landeskonservator bei Besichtigung der Pfarrkirche, erfreut über die Schönheit des erhaltenen Inventars, dem Pastor: „Nun erkläre ich Ihre Kirche als ein denkmalwertes Gotteshaus.“ Daraufhin wurde denn auch das Äußere der Kirche wieder hergestellt, vor allem der Turm, der durch die Kriegseinwirkung stark gelitten hatte. Jetzt ragt die Kirche als das Haus Gottes in neuer Schönheit über dem Häusermeer von Neuenhausen empor und ermahnt die katholischen Christen, dass sie Bürger zweier Welten sind.

### Neuenhauser Burg
Für die ältere mittelalterliche Geschichte des flachen Niederrheingebietes sind die Burgen des frühen Adels, also die Niederungsburgen vom Typ der Motte (frz. Aufgeschütteter wasserumwehrter Burghügel; Vorläufer der Wasserburgen) von besonderer Bedeutung. Sie dienten der Herrschaftssicherung gegen adlige Konkurrenten. Der in der Vergangenheit postulierte Zusammenhang dieser Wehrbauten mit den Normanneneinfällen des ausklingenden 9. Jahrhunderts kann mittlerweile als überholt gelten. Die Motten, hölzerne oder später steinerne Kleinburgen auf Burghügeln, die nach dem fortifikatorischen Prinzip (= Befestigung) der Überhöhung künstlich in Sumpf- oder Gewässerniederungen aufgeworfen worden waren, datieren in das 10. bis 12. Jahrhundert, in eine Zeit also, die vordringlich von einer Veränderung der politischen und sozialen Ordnung geprägt war. Die aus dem Fränkischen stammende Organisation des öffentlichen Lebens wurde modifiziert und es bildeten sich die Anfänge der Landesherrschaft heraus. Denn seit dem 10. Jahrhundert scheint der Adel die Dörfer verlassen und sich abseits der Besiedlung auf eher unzugänglichem Gebiet niedergelassen zu haben. Erst im 11. oder 12. Jahrhundert nehmen diese Neugründungen dann einen Befestigungscharakter an. Dabei stellen die mittelalterlichen Niederungsburgen von Typ der Motten zusammen mit den Hofesfesten/Gräftenhöfen und den Wasserburgen als Siedlungsform ein Novum des frühen Mittelalters in Nordwesteuropa dar.

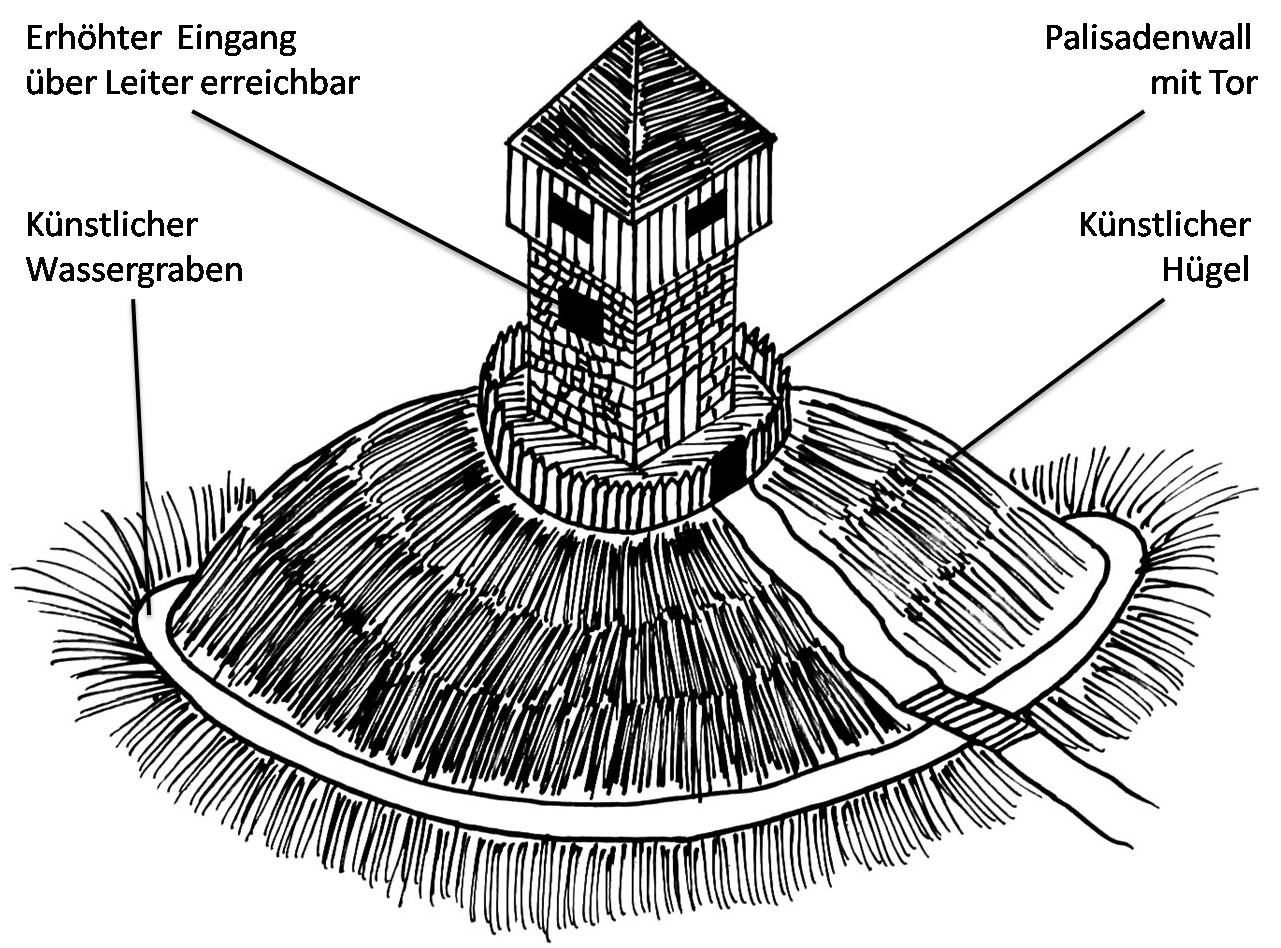
Rekonstruktionsversuch einer Motte

An eine Burg im Bereich von Neuenhausen erinnert noch der Straßenname „Am Burgwall“. Die Burg selbst lag an der Erft; der Platz ist noch bekannt. Hier wurden von Neuenhauser Lehrern und Schülern zweimal kleine Grabungen veranstaltet, bei denen Mauerreste zum Vorschein kamen. Auch Teile von Wassergräben sind heute noch erkennbar, und die Tranchot-Karte von 1807/08 verzeichnet diese Stellen. Die Burg ist auch urkundlich überliefert: Im Jahre 1422 verpachtete Herzog Reinald dem Gerhard Jacobs von Broich seinen (also den herzoglichen!) Hof „auf dem Werdth, nemblich das Hauß und Hoffstatt mit zweien Hoven Landtz mitt dem Bereh achter dem dorff Newenhaußen, unnd vortt mitt Weiden, Wasser, Benden und allem seinem Zubeheur“.
Wahrscheinlich handelt es sich bei diesem großen Besitz um den Wirtschaftshof der ersten Burg Broich. Denn Werth bezeichnet eine Insel, und mit dem Berg kann nur eine „Motte“, ein künstlicher Burgberg, gemeint sein – der Welchenberg kommt nicht in Frage, weil er nicht zum Jülicher Territorium gehörte. 1681 kam es zu einem Streit wegen des Werthhofes. Sein damaliger Besitzer Alard von Waldois war gestorben, und Pfarrer Curtius verweigerte ihm das Begräbnis in der Kirche, das den Inhabern des Werthhofes zustand. Als Begründung führte er an, Alard habe nicht den Hof bewohnt, sondern ein 1671 vor diesem erbautes Haus. Der Sohn Alards musste mit zwei Reichstalern den Pfarrer umstimmen. Das Recht, in der Kirche begraben zu werden, hing also nach Meinung von Pfarrer Curtius im buchstäblichen Sinne an dem alten Hof als einem Adelssitz mit besonderen Rechten.
Ob es sich bei Burg Neuenhausen um die ursprüngliche Burg Broich handelt, nach der sich die Herren von Broich nannten, und damit um die Vorgängerin der Burg Grevenbroich, lässt sich nicht entscheiden und könnte, wenn überhaupt, nur durch eine fachgerechte Ausgrabung beantwortet werden. Die ungünstige Verkehrslage – hier gab es keine Fernstraße, nicht einmal (bis heute) eine brauchbare Erftquerung – legt nahe, hier die Burg des Neuenhauser Vogts anzunehmen.

### Pötzplatz

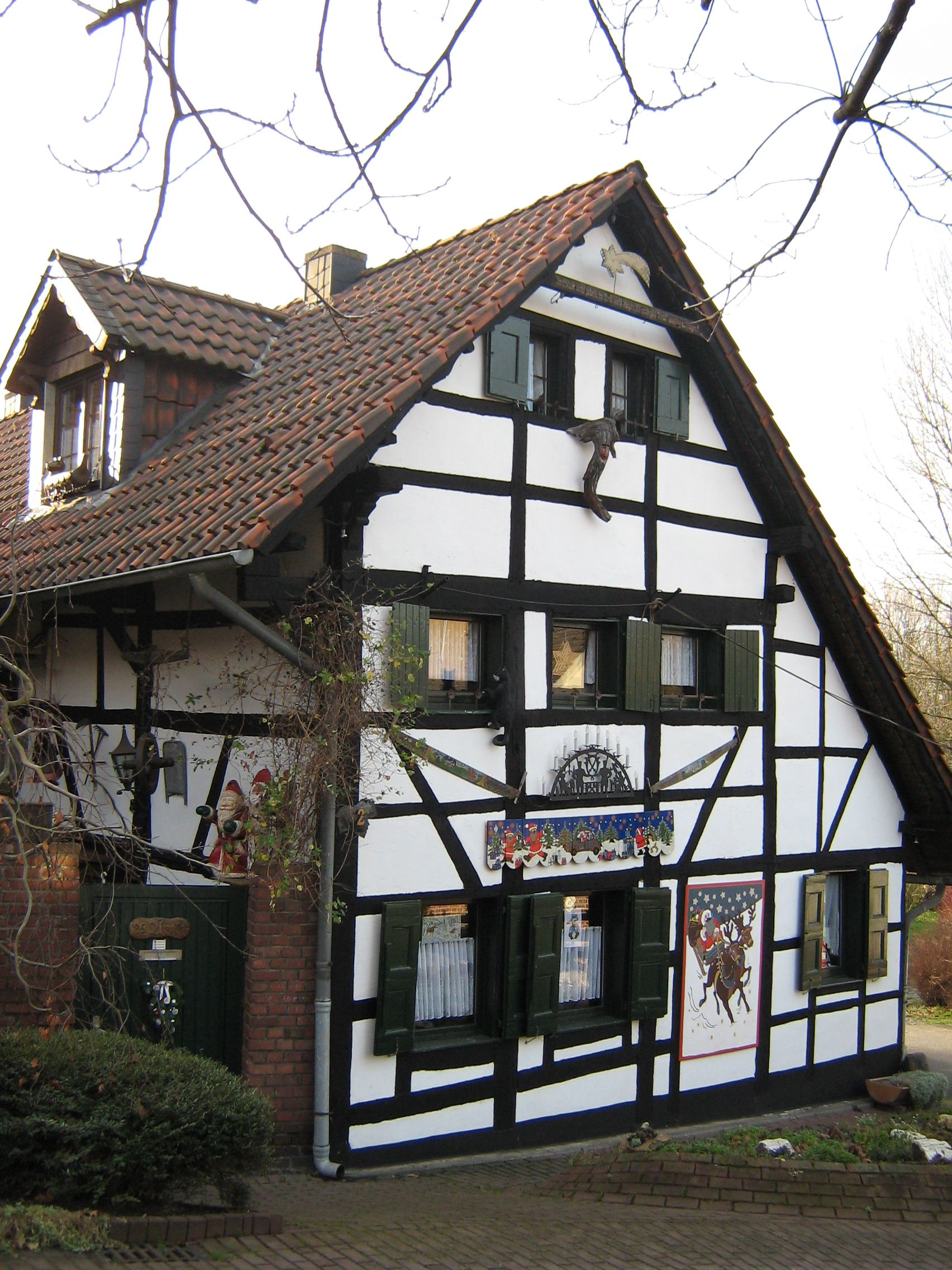
Das alte Fachwerkhaus von 1711.

Bekannt ist der Pötzplatz durch seinen Brunnen. 1987 wurde der Brunnen neu gestaltet und eingeweiht. Seitdem heißt der Platz auch wieder Pötzplatz. Das Wort Pötz stammt ab vom Lat. „poto“ = trinken. Brunnen und Gemeinschaftsleben gehörten früher eng zusammen. Mit der Neugestaltung sollte der Platz – wie zu früheren Zeiten – zu einem geselligen Ort des Austausches werden. Die Dorfbewohner sollten sich wohlfühlen und zum Klönen treffen können. Natürlich steht heutzutage nicht mehr das Wasserholen im Mittelpunkt, aber der Pötzplatz mit seinem Brunnen gehört mit Sicherheit zu einem der schönsten und geselligsten Plätze in Neuenhausen.
Das Fachwerkhaus von 1711 am Pötzplatz gehört Paul Aretz und seiner Familie. Dieses alte Haus war früher Teil eines Bauernhofs mit Braurecht. Dies wird vermutet, weil im alten Holzbalken über der Tür eine gekreuzte Heugabel und eine Rührkelle eingeschnitzt sind. Einen Hinweis auf das Braurecht gibt auch der Name des ehemaligen Besitzers, John Bruer. Wo gebraut wird, siedeln sich Gaststätten an, und wo Gaststätten sind, ist immer viel los. Es gab in der Vergangenheit bis zu elf Kneipen in dem kleinen Ort, aber das ist lange her.
Nicht zu Unrecht hieß dieser Grevenbroicher Ortsteil statt Neuenhausen auch „Kirmeshausen“. Heute ist das Schützenfest das größte Dorffest im Jahr, früher feierte man noch ausgelassen Karneval mit Umzug und allem, was dazugehörte. So ist es nicht erstaunlich, dass in dem kleinen Dorf drei große Säle für Feiern zur Verfügung standen. Im mittlerweile nicht mehr bewirtschafteten Kleinfelderhof gab es damals neben der Gastronomie Tanz im Freien. In den anderen Sälen fanden unter anderem Theaterabende, Kinovorführungen und Musik statt.

### Dorfsäule

Die Dorfsäule in Neuenhausen

Schon lange bestand in Neuenhausen der Wunsch, die Dorfgeschichte festzuhalten und der Bevölkerung zugänglich zu machen. Über der Hauptstraße, vor dem Aufgang zur Kirche am Hang Königslindenstraße, befindet sich seit 1996 die Neuenhausener Dorfsäule. Geschaffen von dem 1929 in Krefeld geborenen Künstler Klaus Peter Noever, zeigt diese bedeutende Motive der Neuenhausener Geschichte und soll in anschaulicher Weise allen Bürgern, insbesondere auch den jüngeren, die Vergangenheit nahebringen. Die Grünanlage im Herzen von Neuenhausen mit dem neugeschaffenen Denkmal entwickelte sich seitdem zu einem Ort, an dem Jung und Alt gemeinsam der Vergangenheit gedenken, um zusammen die Zukunft zu gestalten.
Die vier Tafeln zeigen unter anderem eine dem Bischof Willibrord zugeordnete Darstellung mit Kirche, Quelle, Fass, Buch und Knaben. Es scheint, als das er den Kindern etwas aus der Heiligen Schrift vorliest. Eine andere Tafel zeigt einen Teil des Wappens der St. Sebastianus Schützenbruderschaft. Der Ortsteil Neuenhausen selbst besitzt kein Wappen. Das Relief ist dem Schlussstein im Torbogen des ehemaligen „Klosters Welchenberg“ (Tertiaren) nachgebildet. Es beinhaltet das damalige Wappen des Klosters mit der Jahreszahl 1731 (Bau des Torbogens) und hat nichts mit der Kirche St. Cyriakus und deren Erbauung zu tun. Ein anderes Relief stellt das heutige Wappen der St. Sebastianus Schützenbruderschaft 1668 Neuenhausen e. V. dar. Eine andere Tafel zeigt einen Sandbauern mit Pferdefuhrwerk (im Volksmund „Sandhase“) und erinnert an den Kristallsandabbau am Sandberg (Welchenberg).

### Vollrather Höhe
Die Vollrather Höhe, offizielle Bezeichnung Windpark Grevenbroich, ist eine 187,3 m ü. NN hohe rekultivierte Abraumhalde des Rheinischen Braunkohletagebaues (Braunkohletagebau Frimmersdorf) und gehört zu den größten in Nordrhein-Westfalen. Die früher nicht vorhandene Vollrather Höhe wurde von 1955 bis 1967 mit Abraummaterial aus dem Braunkohlentagebau zu ihrer jetzigen Höhe aufgeschüttet und von 1960 bis 1972 rekultiviert. Sie bildet die höchste Erhebung im Rhein-Kreis Neuss.
Die Vollrather Höhe bildet ein hohes Plateau, das vorwiegend landwirtschaftlich genutzt wird. Mehrere Windpropeller erzeugen umweltfreundlichen Strom. Zusammen mit den künstlichen Wolken, die aus den Kühltürmen des Frimmersdorfer Kraftwerks aufsteigen, ist dieser von Menschen geschaffene Berg weithin sichtbares Symbol dafür, wie nachhaltig und unwiederbringlich die Energieproduktion aus tief in der Erde verborgenen Bodenschätzen unsere Landschaft und unser Leben verändert hat. Nachhaltig gleich irreversibel – das ist eine alte, aber nicht mehr zeitgemäße Deutung des Begriffs.
Der ehemalige nordrhein-westfälische Ministerpräsident Wolfgang Clement nahm am 29. Februar 2000 zusammen mit dem ehemaligen Bundeskanzler Gerhard Schröder die weltweit größte Serien-Windkraftanlage im Windpark Grevenbroich in Betrieb. Mit einer Gesamthöhe von 120 Metern und einer Nennleistung von 2,5 Megawatt bricht die neue Windkraftanlage N-80 alle bestehenden Rekorde. Das Land Nordrhein-Westfalen hat den Bau mit 2,2 Millionen DM, rund 25 Prozent der Gesamtinvestition, gefördert.

## Ortsansässige Vereine
- 1. FC Grevenbroich-Süd 1912 / 77 – Fußballverein (Zusammenschluss der ehemaligen Fussballclubs, FC Neuenhausen, VfB Allrath und BSC Barrenstein-Oekoven).
- Tennisclub Welchenberg Neuenhausen e. V., 2017 neu gegründet aus der damaligen Tennisabteilung des 1. FC Grevenbroich Süd, heute mit etwa 260 Mitgliedern.[3]
- Gartenbauverein Neuenhausen – wurde 1932 gegründet und hat heute etwa 250 Mitglieder.
- Neuenhausen – heute und morgen e. V. – wurde im Januar 2006 gegründet und hat heute etwa 70 Mitglieder.
- Siedlerverein Neuenhausen – wurde 1954 gegründet und hat heute etwa 120 Mitglieder.
- Jägerzug „Früh übt sich“ 1983.
- Jägerzug „Deutsche Eiche“ 1937.
- Jägerzug „Schützenlust“ 1959.
- „Gaggles“ Neuenhausener Mädels 2008
- St.-Sebastianus-Schützenbruderschaft 1668 e. V. – etwa 500 Schützen umfassende Bruderschaft im Bund der historischen deutschen Schützenbruderschaften.
- Tambourcorps „Sandhasen“ Neuenhausen – wurde 1925 gegründet und hat heute etwa 40 aktive Musiker.
- Quartettverein 1908 Neuenhausen – Der Männergesangsverein wurde am 12. Oktober 1908 gegründet und hat heute 35 aktive Sänger.
- Pfarr-Cäcilien-Chor St. Cyriakus Neuenhausen – Der Kirchenchor wurde im Januar 1886 gegründet und hat heute 25 aktive Sängerinnen und Sänger.